# Беловеђи гуан
Беловеђи гуан (лат. Penelope jacucaca) је врста птице из рода , породице Cracidae. Ендемит је екорегије Катинга у североисточном Бразилу. Угрожена је због губитка станишта и лова.